# Adeline Jaeger
Adelheid Jaeger, geborene Heuser, Rufname Adeline (* 31. März 1809 in Gummersbach; † 17. Dezember 1897 in Oberkassel, heute Bonn), war eine deutsche Porträt-, Landschafts- und Stilllebenmalerin der Düsseldorfer Schule.

## Leben
Jaeger wurde als Adelheid Heuser in Gummersbach geboren. Ihr Vater war der evangelische Kaufmann Heinrich Daniel Theodor Heuser (1767–1848), Sohn Johann Peter Heusers und Großhändler für Farben und Wein, der ihre Mutter Katharina Luisa Jügel (1776–1841) am 21. August 1804 in Gummersbach geheiratet hatte. Adeline, so ihr Ruf- und Kosename, war das dritte Kind des Paares und hatte mindestens fünf Geschwister: Louise (1805–1875), Henriette Emma (1807–1875), Daniel (* 1814), Ida (1817–1880) und Alwine. Ihre Tante, Henriette Jügel, die 1806 nach Gummersbach gekommen war, machte sie mit dem Stricken, Malen und Zeichnen vertraut. Dem frühen Wunsch, Malerin zu werden, stellte sich anfangs der Vater mit der Bemerkung entgegen, „die Mädchen müßten tüchtig die Haushaltung lernen.“ 1831 wurde sie zu ihrem Onkel Carl Christian Jügel nach Frankfurt am Main geschickt, um dessen minderjährige Söhne nach dem Tod seiner Ehefrau zu versorgen.
1834 gelang es ihr, den Onkel von ihrem Wunsch, Malerin zu werden, zu überzeugen, so dass er ihr einen Platz am Städelschen Institut verschaffte, wo sie Unterricht beim Porträtmaler Joseph Binder nahm. Nachdem 1835 ein Bild mit dem Porträt der ebenfalls in Frankfurt weilenden Schwester Alwine ihren Vater vom Maltalent seiner Tochter überzeugt hatte, durfte sie ab Frühjahr 1836 in Düsseldorf Privatunterricht bei Hermann Stilke und Wilhelm Schadow, dem Direktor der Kunstakademie Düsseldorf, nehmen. Auf verschiedenen Treffen und Festen der Düsseldorfer Künstler lernte sie die Maler Adolph Schroedter, Carl Friedrich Lessing, ihre späteren Schwäger, sowie Julius Hübner, Eduard Bendemann, Karl Ferdinand Sohn, Johann Wilhelm Schirmer und Theodor Hildebrandt kennen. Als Porträtmalerin war sie Ende der 1830er Jahre bereits so arriviert, dass der Kunsthistoriker Hermann Püttmann sie in seinem Buch über die Düsseldorfer Malerschule erwähnte.
Als sie im Sommer 1837 nach Gummersbach zurückkehrte, um ihren Vater, der einen Unfall erlitten hatte, zu besuchen, begegnete ihr der Pastor Friedrich Wilhelm Jaeger, den sie am 1. März 1838 auf Druck ihrer Eltern heiratete. Ihm gebar sie fünf Kinder: Carl Eduard (* 1839), Louise Adeline, genannt Adele (1841–1929), Clara Emma Maria (1844–1916), später auch eine Malerin, Friedrich Wilhelm (* 1846) und Ida (1848–1929). 1848, noch vor der Geburt Idas, zog die Familie Jaeger von Gummersbach nach Köln, wo Friedrich Wilhelm Jaeger die Pfarrstelle eines neu eingeteilten evangelischen Gemeindebezirks antrat und in der Folgezeit eine Karriere machte, die ihn 1859 in das Kirchenamt eines Superintendenten aufsteigen ließ. Von Köln aus konnte Adeline Jaeger gelegentlich nach Düsseldorf fahren, um weiter ihrer Malerei nachzugehen, so etwa im Atelier von Karl Ferdinand Sohn. 1864 stellte der Frankfurter Kunst-Verein zwei ihrer Bilder aus.
Nachdem ihr Ehemann am 4. Dezember 1869 gestorben war, zog sie innerhalb Kölns von der Antoniterstraße zu Verwandten an den Neumarkt in das Richmodis-Haus, wo sie bis 1879 ihren Lebensunterhalt davon bestritt, Porträts zu malen, „Stunden“ zu geben und Pensionärinnen aufzunehmen. Dann zog sie zunächst nach Bonn und 1887 zu ihren unverheirateten Töchtern Adele und Ida nach Oberkassel. Obwohl sie dort von einer Gichterkrankung geplagt wurde, ließ sie sich nicht vom Malen abhalten. Adeline Jaeger starb im Alter von 88 Jahren an einem Lungenkatarrh. Drei Tage nach ihrem Tod wurde sie auf dem Oberkasseler Friedhof beerdigt.
Ein Porträt, gemalt von ihrer Tochter Clara, zeigt Adeline Jaeger im Jahr 1875.

## Werke (Auswahl)

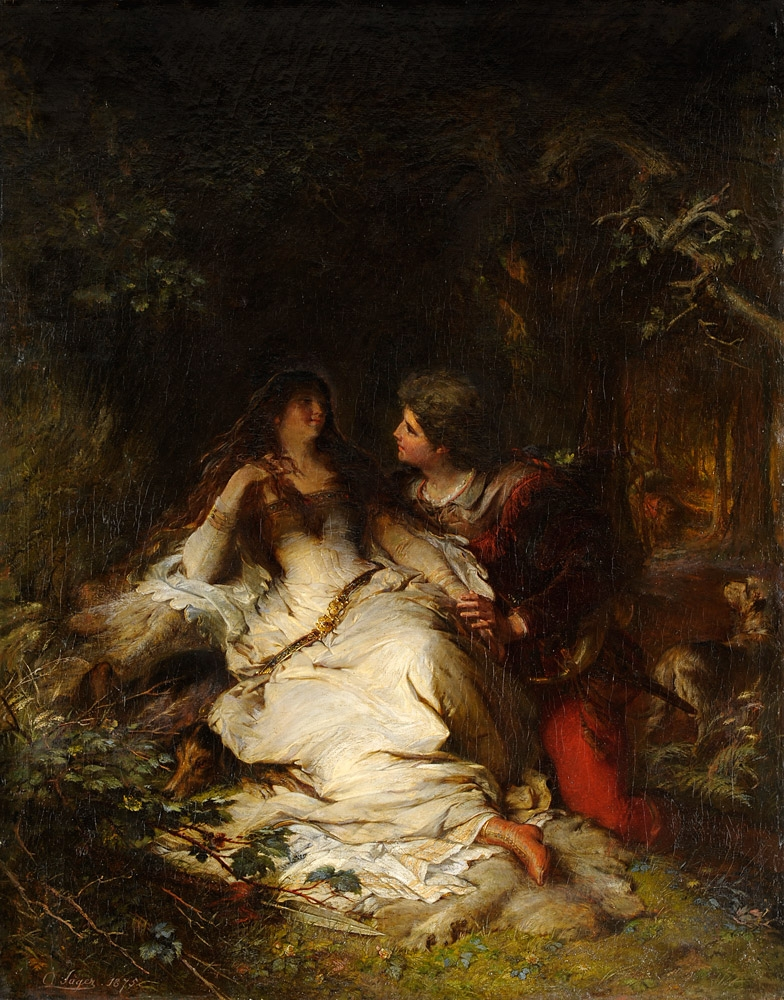
Paar im Wald, 1875

Jaeger war eine Malerin, der aufgrund des bürgerlichen Rollenverständnisses des 19. Jahrhunderts eine eigenständige Künstlerkarriere als Frau versagt blieb. Die gleichwohl erhaltene akademische Malerausbildung, die in ihren Lebenserinnerungen einen breiten Raum einnimmt, ließ sie zu einer Porträtmalerin des Klassizismus und Realismus werden, deren Bestreben darin lag, die Dargestellten – zumeist Mitglieder ihrer Familie oder ihres engen Bekanntenkreises, darunter Angehörige bekannter rheinischer Familien – in dem Wesen ihrer individuellen Persönlichkeit und in lebensnahen Situationen zu erfassen. Hierzu setzte sie verstärkt Lichteffekte und tonige Farben ein. Linien ließ sie weniger klar und Oberflächen weniger glatt, als dies noch in der Malerei des biedermeierlichen Klassizismus der Fall gewesen war.
- Porträt der Schwester Alwine, 1835
- Mädchen im Betstuhl
- Mädchen mit Schmuckkassette, 1846
- Doppelporträt ihrer Kinder Fritz und Clara, 1848
- Doppelporträt ihrer Kinder Adele und Carl Eduard
- Landschaft am Seeufer mit Bootshaus und Ruderboot
- Obststillleben, 1851
- Porträt einer jungen Italienerin mit Traubenkorb, 1858
- Kinderporträt von Carl Emil Wittiche, 1870
- Paar im Wald, 1875
- Porträt der Alwine Wittichen, 1881
- Teller mit Rosen bemalt, zwischen 1887 und 1897